# James H. Wilkinson
James Hardy Wilkinson (Strood, 27. rujna 1919. – Teddington, 5. kolovoza 1986.) je bio engleski znanstvenik koji se bavio numeričkom analizom, polja koja se nalazi na granici između primijenjene matematike i računarstva, a posebno je primjenjiva na fiziku i inženjerstvo.

## Obrazovanje
Rodio se 27. rujna 1919. u Stroodu, Engleskoj. Pohađao je Matematičku školu Sir Joseph Williamson u Rochesteru. Studirao je Cambridge Mathematical Tripos na Trinity koledžu u Cambridgeu, gdje je diplomirao kao Senior Wrangler.

## Karijera
Započeo je rad 1940. tijekom Drugog svjetskog rata kada je počeo raditi na balistici. 1946. prešao je u Nacionalni laboratorij za fiziku, gdje je radio s Alanom Turingom na ACE projektu. Kasnije ga je Wilkinsonov interes odveo u polje numeričke analize, gdje je otkrio mnoge značajne algoritme. 

## Nagrade i priznanja
Wilkinson je 1970. godine primio Turingovu nagradu za svoja istraživanja u numeričkoj analizi kako bi olakšao korištenje digitalnog računala velike brzine, nakon čega je dobio posebno priznanje za svoj rad u računanju u linearnoj algebri i analizi pogrešaka "unazad". Iste godine predaje u Društvu za industrijsku i primijenjenu matematiku (SIAM) Predavanje Johna von Neumanna. 
Wilkinson je također dobio počasni doktorat na Sveučilištu Heriot-Watt 1973.
Izabran je za istaknutog člana Britanskog računalnog društva 1974. godine za svoj pionirski rad u računalstvu. 
Nagrada J.H. Wilkinson za numerički softver koja se dodjeljuje od 1991. godine imenovana je u njegovu čast. 

## Osobni život
Wilkinson se oženio s Heather Ware 1945. godine. Umro je kod kuće od srčanog udara 5. kolovoza 1986. godine u Teddingtonu.

## Odabrani radovi
- Wilkinson, James Hardy. 1963. Rounding Errors in Algebraic Processes. 1 izdanje. Prentice-Hall, Inc.. Englewood Cliffs, NJ, USA. ISBN 9780486679990. MR 0161456 (REAP)
- Wilkinson, James Hardy. 1965. The Algebraic Eigenvalue Problem. Monographs on Numerical Analysis. 1 izdanje. Oxford University Press / Clarendon Press. Pristupljeno 11. veljače 2016. (AEP)
- with Christian Reinsch: Handbook for Automatic Computation, Volume II, Linear Algebra, Springer-Verlag, 1971
- The Perfidious Polynomial. In: Studies in Numerical Analysis, pp. 1–28, MAA Stud. Math., 24, Math. Assoc. America, Washington, DC, 1984

## Vanjske poveznice
- Fotografija Wilkinsona iz arhive Nick Highama